# María Enríquez y de Luna

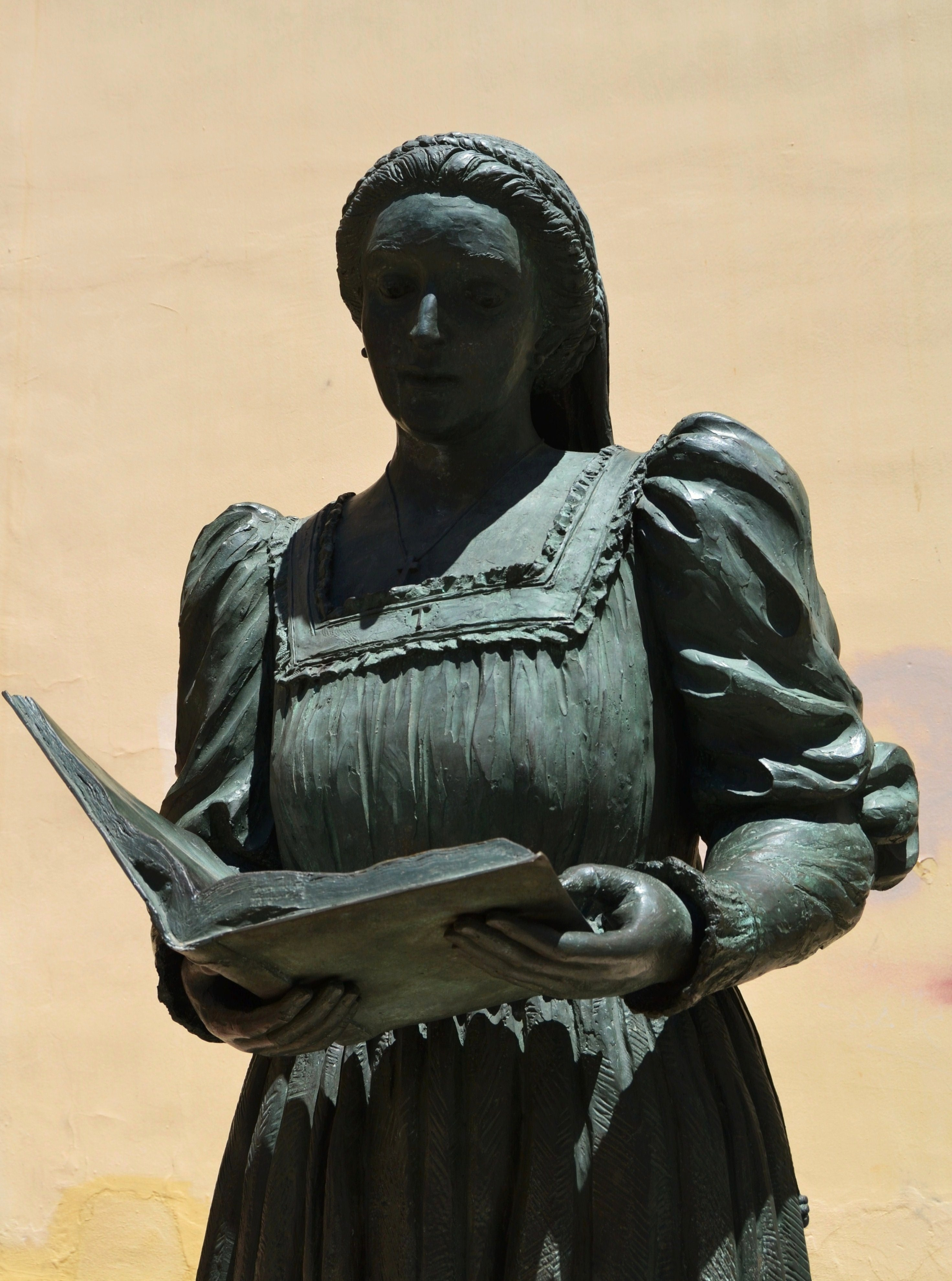
Monument a Maria Enríquez a Gandia

Maria Enríquez y de Luna (1474 - Gandia, 1539) fou duquessa regent del ducat de Gandia (1497-1511).

## Família

Escut d'armes del ducat de Gandia dels Borja

Maria era filla d'Enrique Enríquez de Quiñones, fill de l'almirall Fadrique Enríquez i de la seua segona dona, Teresa Fernández de Quiñones; va ser senyor de Villada, Villavicencio, Orce i Baza i majordom major del seu nebot Ferran II d'Aragó. La seua mare va ser Maria de Luna y Herrera, filla de Pedro de Luna y Manuel, senyor de Fuentidueña i fill natural del conestable Álvaro de Luna y Jarana, i d'Elvira de Herrera y Ayala.
Maria va contreure un primer matrimoni amb Pere Lluís de Borja, primer duc Borja de Gandia i a la seua mort, ocorreguda a Itàlia, el 1488, va tornar a casar a Barcelona al setembre del 1493 amb el germanastre d'aquell, Joan Borja i Cattanei. D'aquest matrimoni van néixer dos fills:
- Isabel de Borja i Enríquez, coneguda com la mare Francisca de Jesús Borja, en haver-se convertit en monja; va ser elegida abadessa del convent de Santa Clara de Gandia el 1533, i va governar el convent fins que, el 1548, va renunciar al càrrec per poder fer fundacions lluny del seu entorn familiar.

- Joan de Borja i Enríquez, que es va convertir en el tercer duc de Gandia. Va contreure matrimoni amb Joana d'Aragó i Gurrea, filla natural d'Alfons d'Aragó, virrei d'Aragó, fill il·legítim del rei Ferran II d'Aragó.[2]

L'única descendència patrilineal, és a dir, de la filiació referida exclusivament al pare, o agnatícia, que baixa per línia recta d'home en home, de la família Borja, ve del matrimoni de Joan Borja i Cattanei amb Maria Enríquez de Luna i es troba a Equador i Xile. Un dels seus descendents és Rodrigo Borja Cevallos, expresident de la República de l'Equador.

## Duquessa regent
Assabentada de la mort del seu segon marit, esdevinguda a Roma, el 14 de juny del 1497, va prendre possessió de tots els dominis: el ducat de Gandia, el castell de Bairén, els llocs de Bellreguard, Xeresa i Alcodar, els senyorius de Corbera, Llombai i Torís, la Vall de Gallinera i la Vall d'Ebo i el castell i lloc de Xella, en nom del seu fill, marcant la fi de les ingerències papals en el govern del ducat.
María Enríquez va continuar amb la política dels seus antecessors, de consolidar el domini territorial sobre el ducat, adquirint els llocs i alqueries de Miramar, Almoines, Beniopa, Benicanena, Benipeixcar, l'Alqueria Nova i el Rahal (Real de Gandia), i la baronia de Castelló de Rugat, que incloïa els llocs de Castelló, Rafalet i Aielo.
Aconseguí que el seu sogre, el papa Alexandre VI elevara la categoria de l'església principal de Gandia a col·legiata. A més, va cedir el dret de patronat al duc i als seus descendents i va realitzar obres (com l'allargament de la nau). També va realitzar obres d'ampliació (en destaca el claustre superior) al monestir de Sant Jeroni de Cotalba, que gaudirà de la seua protecció.
El 1506, va vendre el ducat de Sessa i els principats de Tricario, de Teano i Carinola, que el seu fill havia heretat de la seua esposa; el comprador en va ser el rei Ferran II d'Aragó, però aquest els va revendre al rei Alfons II de Nàpols.

## Retir i mort
Acordat el matrimoni del seu fill i hereu amb Joana d'Aragó i Gurrea (neta per línia bastarda de Ferran el Catòlic), Maria Enríquez va deixar el govern del ducat el 1511 i va ingressar al convent de Santa Clara de Gandia amb el nom de sor Gabriela. Es va convertir en abadessa del convent el 1530 i va morir nou anys després.